# AS-11
La AS-11 es una vía de comunicación que pertenece a la Red Regional de Carreteras del Principado de Asturias. Tiene una longitud de 44,7 km y une las localidades de Vegadeo y Pesoz, atravesando los concejos asturianos de Vegadeo, Villanueva de Oscos, San Martín de Oscos y Pesoz.

## Recorrido

### Tramo de Vegadeo al Alto de La Garganta (17,5 km)

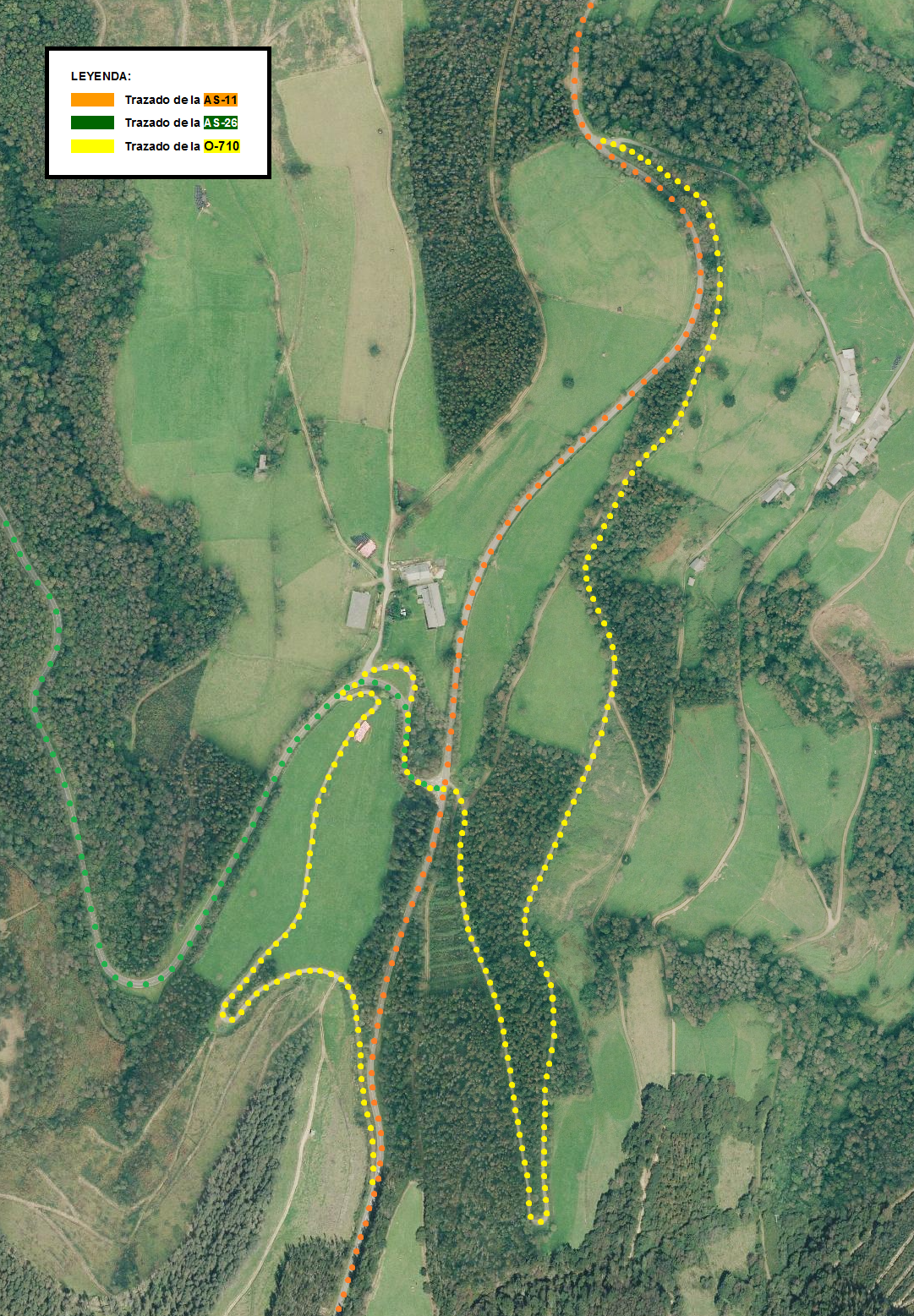
Tramo antiguo de la AS-11 a su paso por Paramios. En este mismo tramo de carretera se encontró el hito kilométrico 15 de la antigua O-710.

Este tramo comienza en Vegadeo, en el cruce con la N-640. Discurre por las localidades vegadenses de Vega de Villar, Folgueiras, Castromourán, La Espina, Paramios, lugar donde además termina la AS-26, y Busdemouros, para que, en esta última, limite con el concejo de Villanueva de Oscos. Desde aquí, continúa subiendo hasta llegar al Alto de La Garganta, donde termina este tramo en la rotonda con la AS-27 y AS-361.
Este tramo de carretera fue reparado a finales de la década de 1980, esanchando la carretera y dotándola de mejor visibilidad y curvas amplias.
En este tramo, de lo que fue la antigua Carretera de Vega de Rivadeo a Fonsagrada, aún existen unos pocos hitos kilométricos, de los del tipo "Manuel Pardo". Estos son los kilométricos 15 y 17 y los miriamétricos 10 y 20. Actualmente se encuentran en una pequeña exposición en el Laboratorio de Materiales del Principado de Asturias, en Oviedo, junto a varios hitos kilométricos también rescatados de otras carreteras.

### Tramo del Alto de La Garganta a San Martín de Oscos (13,9 km)
Este tramo comienza en el Alto de La Garganta, en el cruce con la AS-27 y AS-361. Discurre por la localidad villanovesas de A Ponte de Peñacoba para llegar a Villanueva de Oscos, lugar donde además termina la AS-33. Desde aquí, continúa subiendo hasta llegar a Carballo de Fole, donde a unos escasos 2 km limita con el concejo vecino de San Martín de Oscos. A partir de aquí, baja hasta llegar a dicha localidad, donde termina este tramo en el cruce con la AS-362.
Este tramo de carretera fue originalmente reparado en el año 1992, pero debido a su mal estado que presentaba, se reasfaltó el tramo entero en el año 2019.

### Tramo de San Martín de Oscos a Pesoz (13,3 km)

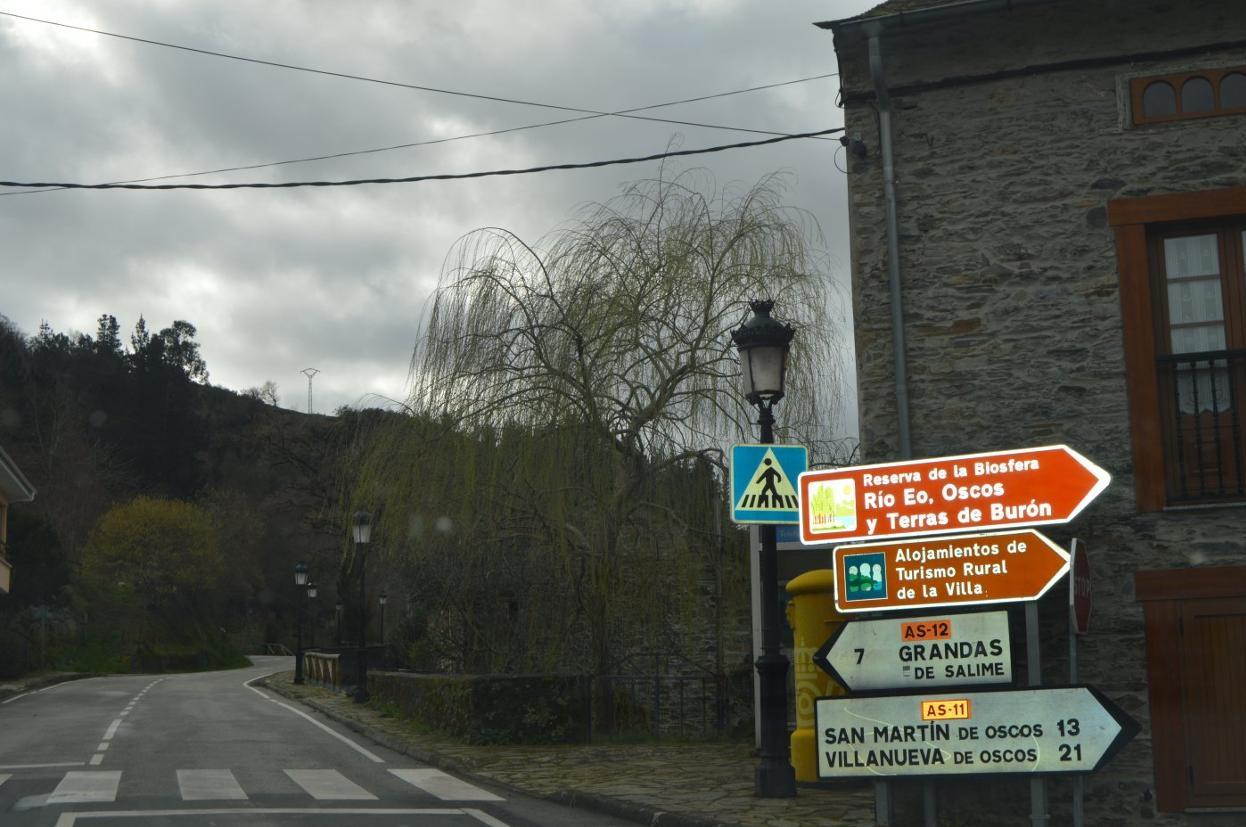
Señal de la AS-11 en Pesoz indicando las localidades de San Martín de Oscos y Villanueva de Oscos. Nota: cuando cambian las denominaciones de las carreteras, mucha empresas de señalizaciones aprovechan las señales antiguas, colocando adhesivos reflectantes con la nueva denominación, como se aprecia en esta señal en el identificador de la AS-11.

Este tramo comienza en San Martín de Oscos, en el cruce con la AS-362. Discurre por las localidades sanmartiegas de Baldedo y San Pedro de Agüeira, para que, en esta última, limite con el concejo de Pesoz. Desde aquí, continúa hasta llegar a dicha localidad, donde termina este tramo en el cruce con la AS-12.
Este tramo de carretera fue reparado en el año 1996.

## Denominaciones antiguas del Plan Peña
Antes de la entrada en vigor en 1989 el Nuevo catálogo de Carreteras del Gobierno del Principado de Asturias, todas las carreteras del territorio asturiano estaban clasificadas en 4 categorías, 5 si se incluían las autovías y autopistas construidas previamente o en proceso de construcción:
- Carreteras Nacionales, de color rojo.

- Carreteras Comarcales, de color verde.

- Carreteras Locales, de color amarillo.

- Carreteras Provinciales, de color azul.

Las denominaciones de las carreteras Nacionales y Comarcales fueron establecidas en el Plan Peña entre 1939 y 1940, con identificadores con las siglas N y C respectivamente y siguiendo un sistema radial con Madrid como punto de referencia para la asignación de las claves de todas las carreteras, explicado más a detalle en los Anexos de las carreteras Nacionales y Comarcales de España.
En cambio las denominaciones de las carreteras Locales y Provinciales no se asignaron hasta 1961, año en el que las Jefacturas Provinciales de Carreteras, excluyendo las de Álava y Navarra por ser Comunidades Forales y que por ello aplicaron sistemas propios y realizaron la organización y denominación de todas las carreteras no comprendidas en Nacionales y Comarcales que discurriesen por su territorio.
Para ello, se adoptaron para cada provincia las siglas de 1 o 2 letras utilizadas en las matrículas de los vehículos para las carreteras Locales, en este caso la O de Oviedo para Asturias, y las mismas siglas con las letras P o V intercaladas con la clave numérica u otras siglas completamente distintas con otros significados, como en el caso particular de Asturias por el uso de las siglas CP de "Carretera Provincial".
Al realizarse dicho cambio en las denominaciones de las carreteras del Principado de Asturias, la AS-11 estaba formada por 2 carreteras Locales y 2 carreteras Provinciales:
| Identificador | Denominación                              | Itinerario comprendido por la nueva denominación |
| ------------- | ----------------------------------------- | ------------------------------------------------ |
| O-710         | Vegadeo - Santa Eulalia de Oscos          | Vegadeo - Alto de La Garganta                    |
| CP-492        | Alto de La Garganta - Villanueva de Oscos | Todo su trazado                                  |
| CP-505        | San Martín de Oscos - Villanueva de Oscos | Todo su trazado                                  |
| O-744         | Pesoz - San Martín de Oscos               | Todo su trazado                                  |

## Denominaciones antiguas del Principado de Asturias
Con respecto al paso del tiempo y los cambios temporales o permanentes de tráfico por la existencia o eliminación de vías alternativas, la Consejería de Medio Rural y Cohesión Territorial del Principado de Asturias realiza diversos cambios a las denominaciones de algunas carreteras por sus cambios de condiciones de calzada y firme, Intensidad Media Diaria (I.M.D.) e importancia con respecto a la vertebración y comunicación del territorio.
Dichos cambios se centran en la asignación de nuevas denominaciones a causa de la construcción de nuevas carreteras o las que vieron su denominación anterior modificada, ya fuese de una categoría superior o inferior. Aparte de crear nuevas denominaciones, también hay algunas antiguas que se eliminan a causa del cambio de categoría, también producido por haber pertenecido a una categoría superior o inferior a la original o, en otros casos, haber sido unificada con otra carretera existente, formando nuevos ejes con cierta continuidad e importancia.
Todos estos cambios se encuentran reflejados en los siguientes catálogos de Carreteras del Principado de Asturias publicados posteriormente al original:
- Catálogo de la Red de Carreteras del Principado de Asturias de 2007[5]

- Catálogo de la Red de Carreteras del Principado de Asturias de 2008[6]

- Catálogo de la Red de Carreteras del Principado de Asturias de 2017[7]

- Catálogo de la Red de Carreteras del Principado de Asturias de 2019[8]

En este caso, la AS-11 originalmente comunicaba Vegadeo con el Alto de La Garganta, pero en el Catálogo de 2017 asumió por completo el trazado de la AS-13, de Pesoz al Alto de La Garganta para constituir el eje Vegadeo - Grandas de Salime, haciendo que la denominación de AS-13 desaparezca del catálogo por haber sido asumida en su totalidad.